# Аксер, Эрвин
Эрвин Аксер (пол. Erwin Axer; 1 января 1917, Вена — 5 августа 2012, Варшава) — польский театральный режиссёр и педагог.

## Биография
Эрвин Аксер родился в состоятельной еврейской семье в Вене. Его отец, Мауриций (Мориц Йоахим) Аксер (1886, Пшемысль — 1942, Львов), был влиятельным адвокатом и правоведом; мать, Эрнестина Фридерика Шустер (1894, Коломыя — 1982, Варшава), домохозяйкой. Старший брат Мауриция Аксера — швейцарский математик Александр Аксер (ум. 1949), автор теоремы Аксера (1910). Племянник Оттона Аксера (1906—1983), живописца, графика и театрального художника.
После воссоединения Польши семья поселилась во Львове. В 1939 году Эрвин Аксер окончил Государственный институт театрального искусства в Варшаве, где учился у Л. Шиллера.
В качестве режиссёра дебютировал в 1938 году на сцене Варшавского национального театра, поставив пьесу Юджина О’Нила «Луна над Карибами».
С 1939 года работал во Львове, в Польском театре, ставил Клоделя, Стриндберга. После ареста и гибели отца в конце 1942 года переселился в Варшаву, участвовал в Варшавском восстании, за что был отправлен в Германию на работу в каменоломнях. После окончания войны вернулся в Польшу и с 1945 по 1949 год был художественным руководителем и главным режиссёром Камерного театра Дома Солдата (пол. Teatr Kameralny Domu Żołnierza) в Лодзи.
В 1949 году Камерный театр был переведён из Лодзи в Варшаву и преобразован в Современный театр (пол. Teatr Współczesny), который Аксер возглавлял с момента основания до 1981 года; в 1955—1957 годах возглавлял временно объединённый Современный и Национальный театр. Особое внимание уделял современной польской драматургии, ставил также пьесы Ж. П. Сартра, Ж. Жироду, Т. Уайлдера и других современных драматургов. «Вспулчесны» под руководством Аксера стал одним из лучших драматических театров Польши и прославился далеко за её пределами; на его сцене выступали многие известные актёры, в том числе Анджей Лапицкий и Тадеуш Ломницкий.
C 1962 года Аксер ставил спектакли в Вене, в том числе в Бургтеатре, в Берлине, Гамбурге, Цюрихе и других городах Европы. Российским зрителям был известен прежде всего благодаря спектаклям, поставленным им в Ленинградском Большом драматическом театре: «Карьера Артуро Уи» Б. Брехта, «Два театра» Е. Шанявского и «Наш городок» Т. Уайлдера.
С 1947 года преподавал в Высшей театральной школе в Варшаве (пол. Państwowy Instytut Sztuki Teatralnej), среди его учеников — Конрад Свинарский.
В 1992—1993 годах был членом Совета по культуре при президенте Республики Польша.
Награждён орденом «Знамя Труда» (1954). Лауреат премии Л. Шиллера (1955) и других премий. Эрвин Аксер скончался 5 августа 2012 года.

## Частная жизнь
Первым браком Эрвин Аксер был женат на Брониславе Кречмар, секретаре редакции журнала «Театр» и дочери театрального режиссёра Ежи Кречмара (1902—1985); сын от этого брака — Ежи Аксер (род. 1946), известный филолог-классик. Вторая жена — актриса Зофья Мрозовска (1922—1983); от этого брака также имеет сына — американского социолога Анджея Аксера (англ. Andrew Axer).

## Творчество
Художественный руководитель Большого драматического театра Георгий Товстоногов высоко ценил своего польского коллегу прежде всего как режиссёра универсального, которому были равно доступы и условный театр, и театр психологический. «Аксер, — писала в своё время И. Скляревская, — очень тонкий и гибкий художник. Он свободно изменяет свою манеру и режиссёрский метод, исходя из поэтики драматурга… Но ни одна методология не приобретает у него декларативной резкости». Он ставил А. П. Чехова в традициях психологического театра, но, приступая к постановке «Карьеры Артуро Уи» в БДТ, говорил актёрам: «Иначе, чем методом Брехта-режиссёра, нельзя поставить Брехта-драматурга».
Как режиссёр Аксер поощрял актёрскую инициативу; по свидетельству польского критика А. Гроздицкого, о его спектаклях принято было говорить, что в них «вообще не чувствуется режиссёр». Иначе отзывался об Аксере советский критик Б. Зингерман: «Его режиссура — очень чёткая, но не навязчивая и не деспотичная. Актёрам предписан рисунок мизансцен, ритм действия, общий стиль исполнения, но при этом их воля не насилуется, они не чувствуют над собой чрезмерной опеки».

### Избранные постановки в театре
- 1938 — «Луна над Карибами» Ю. О’Нила
- 1938 — «Извещение Марии» Поля Клоделя
- 1947 — «Стеклянный зверинец» Т. Уильямса
- 1949 — «Немцы» Леона Кручковского[5]
- 1955 — «Немцы» Л. Кручковского
- 1956 — «Кордиан» Ю. Словацкого
- 1957 — «Мухи» Ж. П. Сартра
- 1957 — «Наш городок» Т. Уайлдера
- 1959 — «Первый день свободы» Л. Кручковского
- 1959 — «Бидерманн и поджигатели» М. Фриша
- 1961 — «Ифигения в Тавриде» И. В. Гёте
- 1961 — «Карьера Артуро Уи» Б. Брехта
- 1962 — «Свадьба» В. Выспянского
- 1962 — «Дядя Ваня» А. П. Чехова
- 1963 — «Три сестры» А. П. Чехова[5]
- 1963 — «Карьера Артуро Уи» Б. Брехта (Большой драматический театр имени М. Горького)
- 1965 — «Танго» С. Мрожека
- 1966 — «Дознание» П. Вайса
- 1969 — «Два театра» Е. Шанявского (Большой драматический театр имени М.Горького)
- 1970 — «Мать» Ст. И. Виткевича
- 1971 — «Власть тьмы» Л. Толстого
- 1972 — «Макбетт» Э. Ионеско
- 1974 — «Лир» Э. Бонда
- 1976 — «Конец игры» С. Беккета
- 1976 — «Вечеринка для Бориса» Т. Бернхарда
- 1977 — «Чайка» А. П. Чехова
- 1979 — «Йун Габриель Боркман» Г. Ибсена
- 1979 — «Наш городок» Т. Уайлдера (Большой драматический театр имени М.Горького)
- 1981 — «Мечтатель» Р. Музиля
- 1983 — «Путь в Дамаск» А. Стриндберга
- 1987 — «У цели» (Am Ziel) Т. Бернхарда
- 1990 — «Лицедей» Т. Бернхарда
- 1990 — «Эмигранты» С. Мрожека
- 1992 — «И моя борьба» Дж. Табори
- 1994 — «Любовь в Крыму» С. Мрожека
- 1997 — «У цели» (Am Ziel) Т. Бернхарда
- 1999 — «Андрокл и лев» Дж. Б.Шоу
- 2001 — «Иванова ночь» А. Стриндберга